# Eladio Silvestre
Eladio Silvestre Graells (ur. 18 listopada 1940 w Sabadell) – hiszpański piłkarz występujący podczas kariery zawodniczej na pozycji obrońcy. Uczestnik mistrzostw świata w 1966 roku.

## Kariera
Eladio jest wychowankiem klubu FC Barcelona. W latach 1960–1962 przebywał na wypożyczeniu w klubach UE Lleida i CD Condal. Dopiero po powrocie stał się piłkarzem pierwszej drużyny. Podczas 10 lat gry w Blaugranie, zdołał zagrać dla niej w 226 meczach i zdobył w nich 8 bramek. W 1972 roku opuścił swój dotychczasowy klub i został piłkarzem klubu Hércules CF. Natomiast w sezonie 1973/74 występował w Gimnàsticu Tarragona.
W reprezentacji Hiszpanii zadebiutował 23 czerwca 1966 roku w meczu z Urugwajem, tuż przed mundialem. Zagrał w niej w sumie 10-krotnie.